# El Heraldo (Honduras)
El Heraldo es un periódico de la república de Honduras, su mayor presencia se encuentra en la zona centro-sur del territorio hondureño, además de su presencia en el Internet.

## Historia
El Heraldo se fundó el 26 de noviembre de 1979 por el empresario Jorge J. Larach, siendo su razón social Publicaciones y Noticias S.A. (PUBLYNSA). Sus oficinas principales y la impresión del mismo se realizan en la ciudad de Tegucigalpa; también cuenta con oficinas sucursales en la ciudad de San Pedro Sula, departamento de Cortés.
El diario es actualmente parte del grupo editorial compuesto por la Organización Publicitaria, S.A. (OPSA), cuyos integrantes La Prensa y Diario Deportivo Diez son periódicos de alta demanda; y Editora y Publicaciones, S.A. (EPSA), cuya marca líder es Estilo.
En enero de 2025 El Heraldo lanzó una suscripción de pago que da acceso a contenido sin publicidad y a la sección EH+ (E-H plus), con más de 3,500 artículos nuevos cada mes, que incluyen investigaciones, entrevistas, reportajes extensos y análisis especializados. Las historias cuentan con el sello de calidad de la marca The New York Times International Weekly, del medio estadounidense The New York Times.

### Querella
El 21 de enero de 2025, la presidenta de la Comisión Interventora del Sistema Nacional de Emergencia 911 ( SNE-911), Miroslava Cerpas, anunció la presentación de una querella criminal «por injurias» contra periodistas de El Heraldo Plus y otros miembros del equipo que redactaron y aprobaron varias investigaciones sobre contratos relacionados con un proyecto de instalación de cinco mil cámaras de seguridad. La funcionaria requirió al director de El Heraldo información de un periodista y del ejecutivo de la empresa que autorizó las publicaciones, además de copias certificadas de notas divulgadas entre el 14 y el 18 de enero. La Sociedad Interamericana de Prensa (SIP) instó al SNE-911 a desistir de la querella por considerarla «un acto de intimidación que busca limitar la actividad periodística investigativa sobre el desempeño de una institución estatal».